# NGC 2230
NGC 2230 este o galaxie lenticulară situată în constelația Peștele de Aur. A fost descoperită în 30 noiembrie 1834 de către John Herschel. Se află la o distanță de 94,62 de megaparseci de Pământ.